# Coronado National Memorial
Le Coronado National Memorial est une aire protégée américaine, située dans le comté de Cochise (Arizona) et créée le 5 novembre 1952

## Histoire
Son nom fait référence au conquistador Francisco Vásquez de Coronado (1510-1554), gouverneur de la Nouvelle-Galice de 1538 à 1544, qui, venant de la colonie de Nouvelle-Espagne (capitale : Mexico) a exploré les actuels États d'Arizona, du Nouveau-Mexique et du Kansas en 1540-1542, à la recherche des légendaires cités d'or.
Elle est inscrite au registre national des lieux historiques depuis le 15 octobre 1966.

## Caractéristiques
L'aire protégée couvre une superficie de 19,5 km2 gérés par le National Park Service. 
On y trouve deux sentiers de randonnée classés National Recreation Trails, le Coronado Peak Trail et le Joe's Canyon Trail. Le premier permet d'atteindre le pic Coronado depuis le col Montezuma.

### Autorité
- (en) Site officiel
- Ressources relatives à la géographie :   - Geographic Names Information System
  - National Parks Conservation Association
  - NPSpecies
  - Planning, Environment and Public Comment
  - World Database on Protected Areas
- Ressources relatives à l'architecture :   - Harpers Ferry Center
  - National Park Foundation
  - NPS Stats
  - Registre national des lieux historiques
- Notices d'autorité :   - VIAF
  - LCCN
  - GND
  - Israël
  - WorldCat